# Piapot (Canadá)
Piapot es una localidad canadiense ubicada al suroeste de Saskatchewan. En 1908 fue establecida como ciudad y tuvo una comunidad prospera hasta los años 50 cuando la población empezó a descender de manera significativa hasta quedar casi reducida a un "pueblo fantasma".
Según el censo de 2001, la población era de 55 habitantes.
En 2006 cerraron el hotel y salón del pueblo hasta que dos años después lo reabrieron como museo de la cultura e historia de los nativos.
- Datos: Q2576413
- Multimedia: Piapot, Saskatchewan / Q2576413